# Уабо
Уабо — округ у тихоокеанській країні Науру.     

## Географія
Розташований у північно-західній частині острова, займає площу 0,8 км² і має населення 318 (2011).

## Видатні особистості
- Тімоті Детудамо - політик та лінгвіст Науру